# Cartier gay

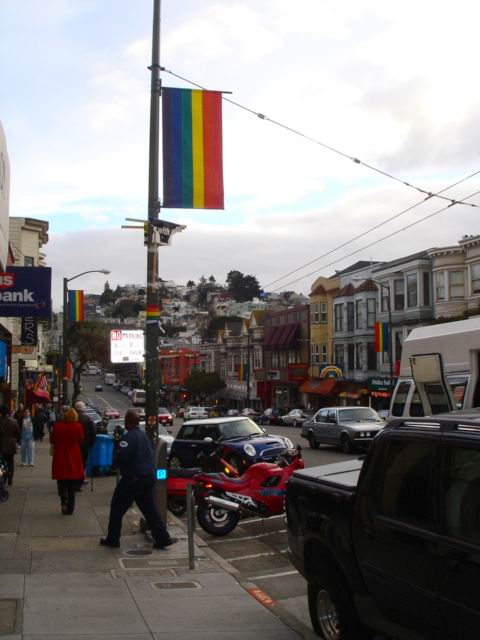
Steaguri de curcubeu în Castro, cartierul gay din San Francisco

Un cartier gay (gay village sau gayborhood în engleză) este o zonă geografică urbană inhabitată de un număr semnificativ de persoane lesbiene, gay, bisexuale sau transgen (comunitatea LGBT). Cartierele gay conțin a serie de instituții pentru comunitatea LGBT, precum baruri, restaurante, cluburi de noapte, librării, galerii de artă, etc. Deseori sunt locul festivalelor culturale gay, precum paradele LGBT de pride (mândrie). Cartierele gay sunt în special prevalente în orașele mondiale cu o populație LGBT seminificativă deși, în ultimii ani, multe dintre aceste cartiere s-au "diversificat" din cauza acceptării sporite a homosexualității, fapt care nu mai necesită o concentrare a culturii gay într-un locație geografică restrânsă.

## Listă a cartierelor gay
- Madrid: Chueca
- New York: Greenwich Village
- San Franscisco: Castro
- Sydney: Oxford Street
- Toronto: Church and Wellesley
- Montréal: Le Village
- London: Soho
- Paris: Le Marais
- Milan: Porta Venezia
- Nice: Grosso
- Rouen: Vieux Rouen
- Bordeaux: Allées Tourny
- Sitges:
- Mykonos: